# Rhytidocassis
Rhytidocassis – rodzaj chrząszczy z rodziny stonkowatych i podrodziny tarczykowatych.

## Morfologia
Chrząszcze te mają ciało w zarysie trójkątnawe z bokami pokryw wyraźnie zbiegającymi się ku tyłowi; niekiedy kształt ciała jest nieco walcowaty. Grzbietowa strona ciała jest ubarwiona zielono lub żółto, czasami z czerwoną lub brązową plamą w okolicy tarczki. Głowa ma szeroki, punktowany nadustek o bardzo słabo zaznaczonych liniach bocznych. Warga górna jest pozbawiona wzdłużnych żeberek czy kolców pośrodku przedniej krawędzi. Grube czułki cechują się członem trzecim krótszym od drugiego lub tak długim jak on, zaś członem dziesiątym nie dłuższym niż szerokim. Przedplecze ma zarys regularnej elipsy o szeroko zaokrąglonych bokach i największej szerokości przed podstawą, która to nie jest wycięta naprzeciwko barków. Powierzchnia przedplecza jest w całości punktowana. Na spodzie przedplecza znajdują się krótkie, od zewnątrz odgraniczone ostrymi lub stępionymi listewkami rynienki do chowania czułków. Przedpiersie na przedzie formuje kołnierz z wycięciami po bokach. Skrzydełka przedpiersia pozbawione są głębokich dołków. Pokrywy są zwykle u nasady znacznie szersze od przedplecza. Ich kąty barkowe są mniej lub bardziej kanciaste. Na ich dysku występować może pojedyncza i bardzo niska podłużna nabrzmiałość, jednak zwykle brak na nich takich wyniosłości zupełnie. Nagą lub porośniętą sterczącymi szczecinkami powierzchnię pokryw rzeźbi niezaczernione, całkowicie bezładne punktowanie. Odnóża środkowej pary nie mają guzków wierzchołkowych na spodniej krawędzi ud. Stopy mają ostatni człon nieprzekraczający przedniej krawędzi członu trzeciego. Pazurki zaopatrzone są niewielki ząbek u nasady krawędzi spodniej lub są całkowicie pozbawione ząbków.

## Ekologia i występowanie
Zarówno osobniki dorosłe jak i larwy są fitofagami żerującymi na roślinach z rodziny powojowatych. Larwy na bokach tułowia i odwłoka mają rzędy wiotkich kolców, zaś na szczycie odwłoka widlasty, skierowany ku przodowi wyrostek. Ten ostatni służy odkładania zrzuconych wylinek i odchodów w formie ochronnego parasola ponad ciałem larwy, zwanego scatopleta.
Przedstawiciele rodzaju zamieszkują Afrykę, Iran oraz subkontynent indyjski.

## Taksonomia
Takson ten wprowadzony został w 1941 roku przez Franza Spaetha. W 1952 roku ten sam autor w publikacji pod redakcją Waltera Douglasa Hincksa wprowadził monotypowy podrodzaj Chloocassis (w rodzaju Cassis), który zsynonimizowany został z Rhytidocassis w 1990 roku przez Lecha Borowca. Do rodzaju Rhytidocassis zalicza się 8 opisanych gatunków:
- Rhytidocassis angulipennis Borowiec, 2002
- Rhytidocassis indicola (Duvivier 1892)
- Rhytidocassis iranella (Lopatin 1984)
- Rhytidocassis limbiventris (Boheman 1854)
- Rhytidocassis lopatini Borowiec et Swietojanska, 2001
- Rhytidocassis minuta (Boheman 1854)
- Rhytidocassis muelleri Spaeth, 1941
- Rhytidocassis scutellaris (Klug, 1835)